# Takuma Aoshima
Takuma Aoshima (青島 拓馬 Aoshima Takuma?, nacido el 6 de abril de 1993 en Shizuoka) es un futbolista japonés que se desempeña como centrocampista.

## Trayectoria

### Clubes
| Club            | País  | Año    |
| --------------- | ----- | ------ |
| Blaublitz Akita | Japón | 2016 - |

## Estadística de carrera

### J. League
| Club            | Año   | J. League | J. League | Copa J. League | Copa J. League | Total | Total |
| Club            | Año   | Part.     | Goles     | Part.          | Goles          | Part. | Goles |
| --------------- | ----- | --------- | --------- | -------------- | -------------- | ----- | ----- |
| Blaublitz Akita | 2016  | 15        | 0         | -              | -              | 15    | 0     |
| Blaublitz Akita | 2017  | 29        | 2         | -              | -              | 29    | 2     |
| Total           | Total | 44        | 2         | 0              | 0              | 44    | 2     |